# Doktorica Pliško
Doktorica Pliško je crtani film o šestogodišnjoj djevojčici Dottie McStuffins od milja zvana Doc. Djevojčica žarko želi biti liječnica, kao njena majka, pa kroz igru vježba za budući posao. Svaki put kad uzme svoj stetoskop, dogodi se čarolija - njezine igračke, lutke i plišanci ožive i razgovaraju s njom! Uz pomoć svojih plišanih prijatelja Zmajčeka, Zdravke, Janje i Mrzlog Dottie pomaže drugim ozlijeđenim igračkama.
U Hrvatskoj, ova se animirana serija prikazuje na RTL Kockici.

## Vanjske poveznice
- Službene stranice
- Doktorica Pliško u internetskoj bazi filmova IMDb-a